# 樊英
樊英（1426年—1487年），字世傑，號默菴，陝西西安府臨潼縣人，民籍，明朝政治人物。同進士出身。

## 生平
正統十二年（1447年）丁卯科順天府鄉試第二十一名舉人。景泰五年（1454年）登甲戌科會試第一百三十名，殿試登進士第三甲第一百七十名進士。任監察御史。景帝病重，朝臣請立儲，景帝不允。樊英與同官楊瑄、錢琎等約定疏爭，隨即發生奪門之變，英宗復闢，其議遂罷。天順元年（1457年）因弹劾石亨，贬知束鹿县，未赴任而復职。二年巡按宣大二镇，五年巡视南城，因將张刚绳之以法，忤权臣門達意，坐除名罢归。成化元年（1465年）門達贬死，復为御史，丁父憂歸。服闋，復除原职，巡按湖广。成化五年（1469年）擢遼東苑馬寺少卿，十四年遷長蘆都轉運鹽運使，二十三年擢山西布政司左參政，因病卒官，年六十二。

## 家族
曾祖樊智名。祖父樊恭禮。父樊大用。